# 朱敏瀚
朱敏瀚（英語：Brian Chu Man Hon，1992年5月23日—），香港男演員，現為無綫電視經理人合約男藝員，曾先後在2020年及2021年《萬千星輝頒獎典禮》分別奪得「飛躍進步男藝員」及「最佳男配角」獎。

## 簡歷
朱敏瀚在五歲時參加兒童節目比賽勝出，從而獲得拍廣告和演出的機會。他曾就讀沙田浸信會沙田圍呂明才小學，繼而入讀宣道會鄭榮之中學，與藝人胡子彤為同學。他在中學畢業就入讀TVB訓練班，經常在劇集中飾演弟弟或主角的年輕版，2009年，他畢業於第24期無綫電視藝員訓練班。他因在電視劇《點解阿Sir係阿Sir》中飾演「K4」及《巨輪》中青年喬天生（陳展鵬飾）一角而為人熟悉。他曾調到《都市閒情》做主持。因為從影多年來經常飾演要角的弟弟，所以被稱為「御用細佬」。他近年為無綫電視監製陳耀全的常用演員。
2020年，朱敏瀚在劇集《反黑路人甲》中飾黑幫金牌打手「陸秋」，因在劇中粗獷的形象有別於以往的溫文角色而受到注目，並憑此劇在《萬千星輝頒獎典禮2020》與王浩信及張振朗獲得「最受歡迎電視拍檔」獎，同時亦獲得「飛躍進步男藝員」獎。2021年，他再憑台慶劇《換命真相》的韓籍律師「朴寶劍」一角，奪得「最佳男配角」獎。2022年，他憑古裝喜劇《痞子殿下》在《萬千星輝頒獎典禮2022》與周嘉洛、陳瀅、JW王灝兒及張頴康獲得「最受歡迎電視搭檔」獎，是其二度獲得此獎項。

## 感情生活
朱敏瀚曾與蔣家旻交往，於2014年7月宣布兩人已分手數月。
其後，朱敏瀚跟同為無綫電視藝員的余思霆因拍攝劇集《好日子》而開始熟稔並拍拖，但情侶關係至2019年5月才被曝光。2022年7月27日，朱余二人在各自的Instagram帳戶宣布已與對方分手。
2022年曾與王灝兒因拍劇而傳出緋聞。
2024年，與陳曉華傳出緋聞。

## 演出作品

### 電視劇（無綫電視）
| 首播   | 劇集                 | 角色                           |
| 2010年 | 依家有喜             | 工作人員                       |
| 2010年 | 依家有喜             | 賈醫生（第13集）               |
| 2011年 | 你們我們他們         | 詩歌班（第2集）                |
| 2011年 | 你們我們他們         | Harry（第8集）                 |
| 2011年 | 你們我們他們         | 兄弟團（第9集）                |
| 2011年 | 魚躍在花見           | 病人                           |
| 2011年 | 女拳                 | 痲瘋病人（第12集）             |
| 2011年 | 誰家灶頭無煙火       | 應徵者（第4集）                |
| 2011年 | 洪武三十二           | 朱棣（少年）                   |
| 2011年 | 點解阿Sir係阿Sir     | 莫澤基（宅男）                 |
| 2011年 | 花花世界花家姐       | 經理（第4集）                  |
| 2011年 | 怒火街頭             | CID                            |
| 2011年 | 真相                 | 何偉聰                         |
| 2011年 | 潛行狙擊             | 古惑仔                         |
| 2011年 | 不速之約             | 藥廠職員 病人                  |
| 2011年 | 法證先鋒III          | 游俊傑                         |
| 2012年 | 缺宅男女             | 章仁炳（第12, 22, 25集）       |
| 2012年 | On Call 36小時       | 張一健（少年）                 |
| 2012年 | 當旺爸爸             | 詹耀恩（第10集）               |
| 2012年 | 拳王                 | 青年（第1集）                  |
| 2012年 | 耀舞長安             | 鳳相公（第2集）                |
| 2012年 | 衝呀！瘦薪兵團       | 張俊峰                         |
| 2012年 | 心戰                 | 經理（第18集）                 |
| 2012年 | 飛虎                 | 飛虎隊文員                     |
| 2012年 | 護花危情             | 李文                           |
| 2012年 | 回到三國             | 機友（第1集）                  |
| 2012年 | 怒火街頭2            | CID                            |
| 2012年 | 天梯                 | 伙計                           |
| 2012年 | 幸福摩天輪           | 康如柏                         |
| 2012年 | 法網狙擊             | 童黨                           |
| 2013年 | 愛·回家 (第一輯)     | 歡歡（第289集）                |
| 2013年 | 戀愛季節             | 江浩林（青年）                 |
| 2013年 | 女警愛作戰           | 富二代                         |
| 2013年 | 仁心解碼II           | 區鳳蓮兒子（第23集）           |
| 2013年 | 情越海岸線           | 亞虎                           |
| 2013年 | 好心作怪             | 區彥權                         |
| 2013年 | 熟男有惑             | 馬大訟（青年）                 |
| 2013年 | 衝上雲霄II           | Bruno                          |
| 2013年 | 巨輪                 | 喬天生（青年）                 |
| 2014年 | 守業者               | 偉                             |
| 2014年 | 叛逃                 | Sam                            |
| 2014年 | 愛我請留言           | 偉                             |
| 2014年 | 我們的天空           | 鄭志豪（第6集）                |
| 2014年 | 載得有情人           | Andy                           |
| 2014年 | 再戰明天             | 文上升（青年）                 |
| 2015年 | 潮拜武當             | 富二代（第7集）                |
| 2015年 | 樓奴                 | 大舊光                         |
| 2015年 | 陪著你走             | Bernard                        |
| 2015年 | 實習天使             | 魯清                           |
| 2016年 | 鐵馬戰車             | 銘友甲                         |
| 2016年 | 潮流教主             | 蘇仲衡（Ryan）                 |
| 2016年 | 純熟意外             | 洪兆恆（Sherlock）             |
| 2016年 | 完美叛侶             | 敖柏泓（Fred）                 |
| 2016年 | 巾幗梟雄之諜血長天   | 愛新覺羅·溥儀                  |
| 2017年 | 親親我好媽           | 嚴夏（青年）                   |
| 2017年 | 燦爛的外母           | 王兆賢（Stanley）              |
| 2017年 | 誇世代               | 鄺港生（青年；第9集）          |
| 2017年 | 溏心風暴3            | Lucas                          |
| 2018年 | 特技人               | 嚴承澤（Matthew）              |
| 2018年 | 是咁的，法官閣下     | 傑                             |
| 2019年 | 好日子               | 齊豎佳（Kyle）                 |
| 2020年 | 法證先鋒IV           | 潘文亮                         |
| 2020年 | 機場特警             | 鄔冠聰（烏Sir Sir）            |
| 2020年 | 迷網                 | 高俊傑（Eric）                 |
| 2020年 | 反黑路人甲           | 陸秋                           |
| 2020年 | C9特工               | 高大翹（DQ）                   |
| 2020年 | 踩過界II             | Zaw Mailai（阿梭）             |
| 2021年 | 換命真相             | 朴寶劍                         |
| 2021年 | 拳王                 | 石子聰                         |
| 2021年 | 青春本我             | 徐夕                           |
| 2022年 | 回歸光影頌: 我的驕傲 | 葉家樑                         |
| 2022年 | 痞子殿下             | 裘千刀（二契）/ 千尋（次人格） |
| 2022年 | 輕·功                | 洪翊風                         |
| 2024年 | 飛常日誌             | 郭啟光                         |
| 2024年 | 奔跑吧！勇敢的女人們 | 禾平                           |
| 2025年 | 痞子無間道           | 慕容恭梓                       |
| 2025年 | 虛擬情人             | Adam                           |
| 未播映 | 非份之罪             |                                |

### 綜藝節目（無綫電視）
| 首播         | 節目               | 備註                |
| 2015至2017年 | 都市閒情           | 主持                |
| 2021年       | SUPER FIVE         | 主持                |
| 2021年       | 好聲好戲           | 旁聽生（第7至12集） |
| 2023年       | 約埋班Friend去旅行 |                     |

### 音樂錄像
| 首播   | 歌名             | 歌手   |
| 2012年 | 第一天失戀       | 吳若希 |
| 2013年 | Little Something | 林欣彤 |
| 2018年 | 謝謝你傷過我     | 簡淑兒 |
| 2022年 | 靈魂伴侶         | 姚焯菲 |

### 廣告及預告片
- Pilot hi-tec c 原子筆
- Sony Cyber-shot T700 ,T77
- 嘉頓蛋糕
- 八達通@McDonald 積分賞
- Watsons
- 心有靈犀-難題考驗有情人
- 大凶兆

## 獎項及提名
- 夢幻王國之仙履奇緣旅程大競賽 最英俊王子大獎（1997）

### TVB 馬來西亞星光薈萃頒獎典禮
| 年份   | 獎項                    | 劇集 / 角色                                              | 結果 |
| ------ | ----------------------- | -------------------------------------------------------- | ---- |
| 2016年 | 最喜愛TVB飛躍進步男藝員 | 《潮流教主》蘇仲衡 《純熟意外》洪兆恆 《完美叛侶》敖柏泓 | 提名 |

### 萬千星輝頒獎典禮
| 年份   | 獎項                    | 劇集 / 角色                                            | 結果     |
| ------ | ----------------------- | ------------------------------------------------------ | -------- |
| 2020年 | 飛躍進步男藝員          | 《機場特警》鄔冠聰 《反黑路人甲》陸秋 《C9特工》高大翹 | 獲獎     |
| 2020年 | 最佳男配角              | 《反黑路人甲》陸秋                                     | 最後五強 |
| 2020年 | 最受歡迎電視男角色      | 《反黑路人甲》陸秋                                     | 提名     |
| 2020年 | 最受歡迎電視拍檔        | 《反黑路人甲》（與王浩信及張振朗）                     | 獲獎     |
| 2021年 | 最佳男配角              | 《換命真相》朴寶劍                                     | 獲獎     |
| 2021年 | 最佳男配角              | 《拳王》石子聰                                         | 提名     |
| 2021年 | 最受歡迎電視男角色      | 《換命真相》朴寶劍                                     | 提名     |
| 2021年 | 最受歡迎電視男角色      | 《拳王》石子聰                                         | 提名     |
| 2021年 | 最受歡迎電視拍檔        | 《換命真相》（與譚俊彥）                               | 最後十強 |
| 2021年 | 最受歡迎電視拍檔        | 《拳王》（與張振朗及蔡潔）                             | 提名     |
| 2022年 | 最佳男主角              | 《痞子殿下》裘千刀                                     | 提名     |
| 2022年 | 最受歡迎電視男角色      | 《回歸光影頌：我的驕傲》葉家樑                         | 提名     |
| 2022年 | 最受歡迎電視男角色      | 《痞子殿下》裘千刀                                     | 最後五強 |
| 2022年 | 最受歡迎電視男角色      | 《輕·功》洪翊風                                        | 提名     |
| 2022年 | 最佳男配角              | 《回歸光影頌：我的驕傲》葉家樑                         | 提名     |
| 2022年 | 最佳男配角              | 《輕·功》洪翊風                                        | 提名     |
| 2022年 | 馬來西亞最喜愛TVB男主角 | 《痞子殿下》裘千刀                                     | 提名     |
| 2022年 | 最受歡迎電視拍檔        | 《痞子殿下》（與周嘉洛、陳瀅、JW王灝兒及張頴康）       | 獲獎     |

### 觀眾在民間電視大獎
| 年份   | 獎項           | 劇集 / 角色        | 結果       |
| ------ | -------------- | ------------------ | ---------- |
| 2021年 | 民選最佳男配角 | 《換命真相》朴寶劍 | 得票第十名 |
| 2021年 | 民選最佳男配角 | 《拳王》石子聰     | 提名       |

## 外部連結
- 朱敏瀚的新浪微博
- 朱敏瀚的Instagram帳戶
- 朱敏瀚的Facebook專頁